# Sizilianisches Marionettentheater
Das Sizilianische Marionettentheater (auf Italienisch Teatro dei pupi oder Opera dei pupi, in Palermo opra î pupi, in Catania opira î pupi) ist ein Puppentheater, das mittels kunstvoll gefertigter Marionetten Begebenheiten aus der mittelalterlichen Geschichte Siziliens darstellt.
Die Aufführungen der Puppenoper waren in der Bevölkerung erfolgreich und wurden zu einer der wichtigsten Ausdrucksformen des historischen Gedächtnisses und der kulturellen Identität Siziliens.
Die Puppenspieler animieren die Puppen zur Aufführung von Geschichten aus der episch-ritterlichen Literatur mittelalterlichen Ursprungs, insbesondere aus dem karolingischen Zyklus und aus den Artusromanen. Das in Prosa geschriebene Werk, das ab 1858 in Form von Handreichungen veröffentlicht wurde, fasst die Gedichte der gelehrten Literatur zusammen und bearbeitet sie neu, darunter Orlando innamorato, L‘Orlando Furioso und La Gerusalemme Liberata.
Historische Liebesgeschichten, Räubergeschichten, Stücke von William Shakespeare wie Romeo und Julia und Macbeth sowie kurze Farcen gehören ebenfalls zum traditionellen Repertoire der Stücke.

## Geschichte

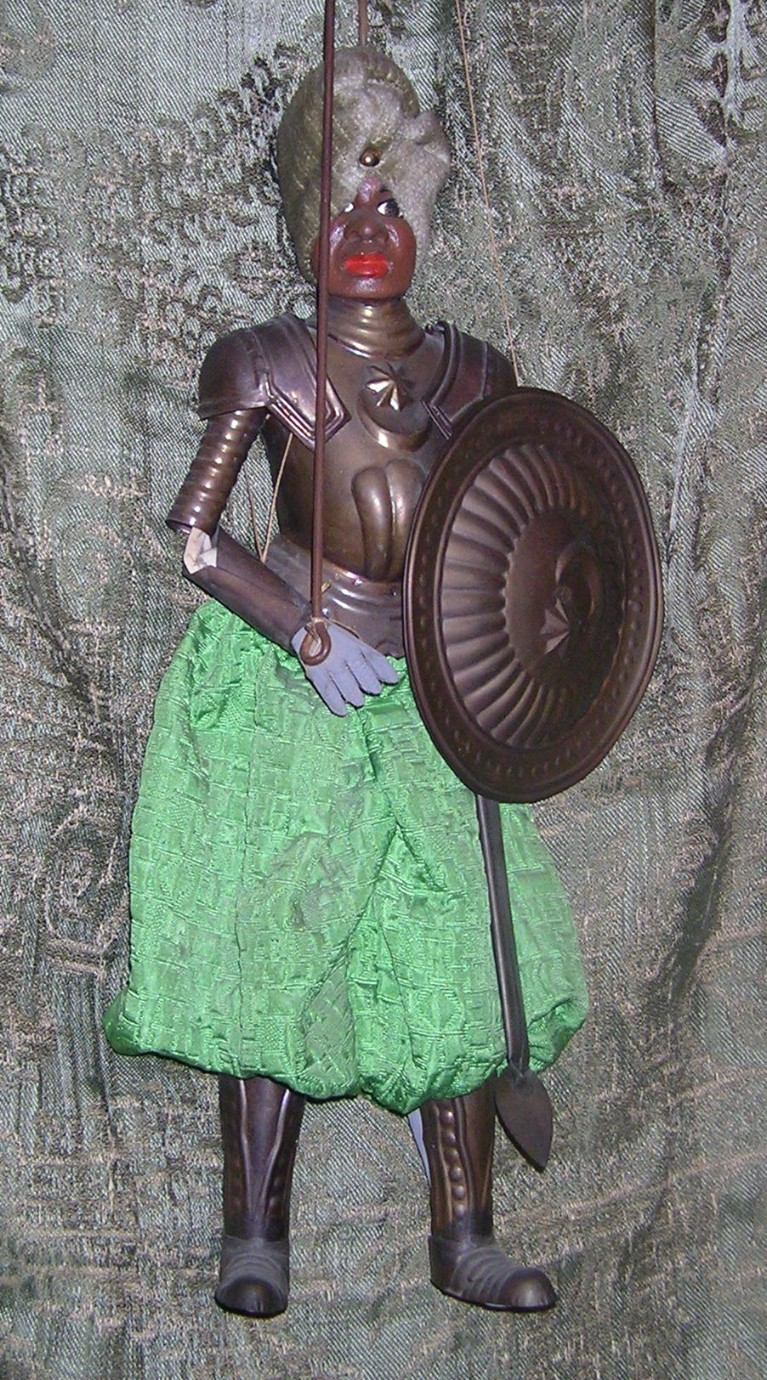
Sizilianische Marionette, antik

Das Sizilianische Marionettentheater entwickelte sich in der ersten Hälfte des 19. Jahrhunderts. Es entstand aus der Tradition der cuntastorie, der Straßensänger, die große Ritterepen vortrugen. Die Chroniken berichten, dass die Initiatoren der Opra in Palermo Don Gaetano Greco (1813–1874) und Don Liberto Canino waren, während es in Catania Don Gaetano Crimi (1807–1877) und sein Gegenspieler Giovanni Grasso (1792–1863) waren. Die Puppen in paggio (d. h. ohne Rüstung) waren zweifellos die Vorläufer der bewaffneten Puppen und wurden für die Darstellung einiger sizilianischer Märchen und Possen verwendet, die auch heute noch aufgeführt werden. In den ersten Jahrzehnten des 19. Jahrhunderts, war das ritterliche Repertoire in Süditalien und Sizilien so erfolgreich, dass es alle anderen verdrängte und zu einer Reihe von technischen und figurativen Neuerungen führte.
Die Aufführungen dieser Theater waren beliebte Abwechslung im Alltag der Bevölkerung und sorgten für täglichen Gesprächsstoff. Vergleichbar mit den heutigen Seifenopern kannte das Publikum die verschiedenen Charaktere der Puppen und wusste genau Bescheid über den aktuellen Stand der Handlung, die in Fortsetzungen aufgeführt wurde.
Durch die Konkurrenz des Fernsehens vorübergehend in den Hintergrund geraten, gewann das Puppentheater mit dem zunehmenden Interesse an alten Traditionen und mit dem wachsenden Tourismus wieder an Bedeutung.
Die Puppenoper hat im Laufe der Zeit einige schwere Krisen durchgemacht. Die jüngste und noch prägnantere ist die der 1950er und 1960er Jahre, als sich die Arbeiterviertel der Städte zu entleeren begannen und die traditionelle Kultur von den Volksschichten abgelehnt wurde, die ebenfalls von den neuen Formen des wirtschaftlichen Wohlstands des Konsumzeitalters erfasst wurden. Trotz dieser schwierigen Zeiten wird die Puppenoper auch heute noch von verschiedenen Theatergruppen der Insel mit älterer oder jüngerer Geschichte aufgeführt und zieht neue Publikumsschichten an.

## Handlung der Theaterstücke

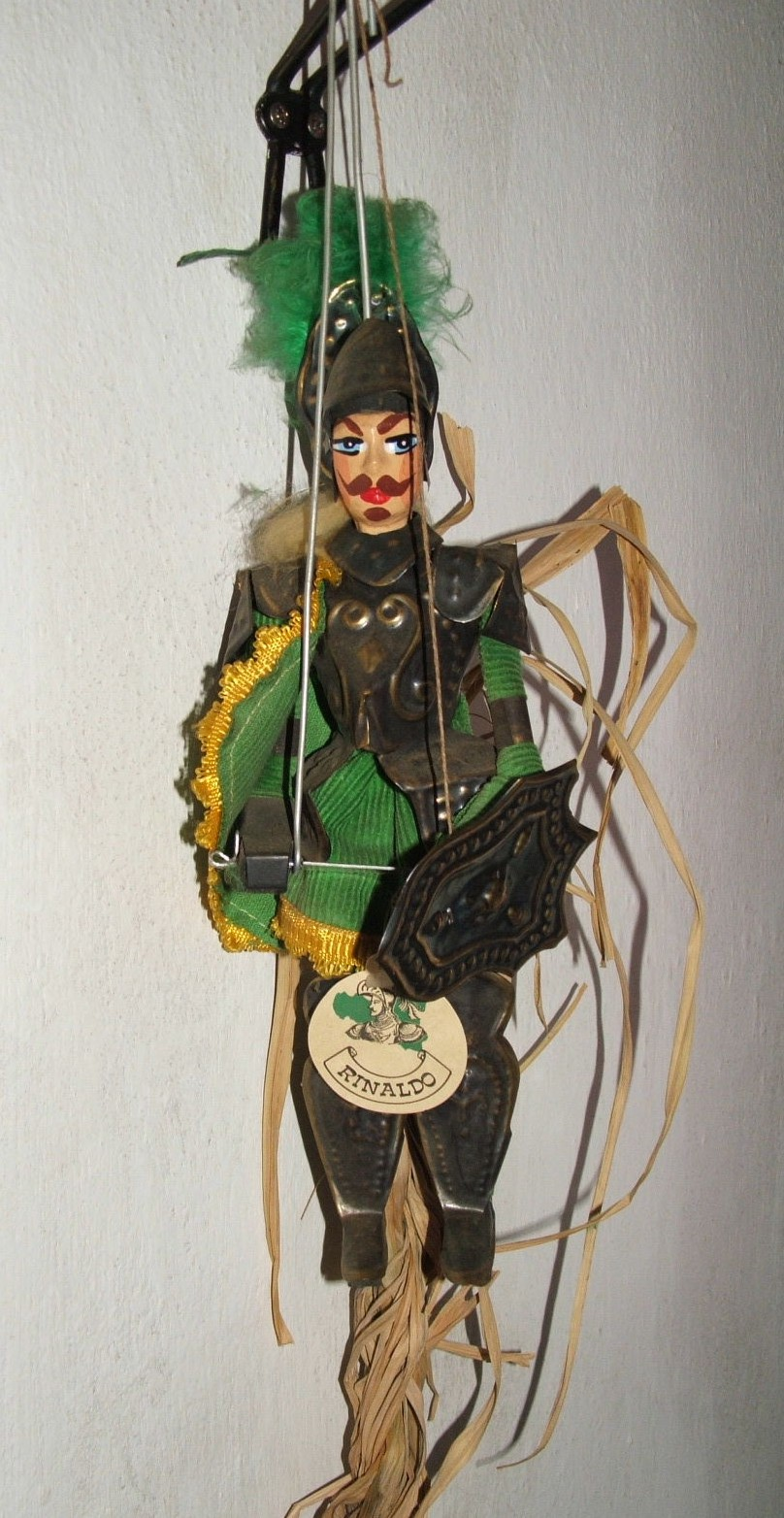
Sizilianische Marionette

Traditioneller Inhalt der Theaterstücke sind Begebenheiten um Karl den Großen und seine Paladine oder um König Roger II. Viele Stücke folgen der Handlung des Rolandslieds oder des Epos Der rasende Roland.
Wesentlich ist die klare Unterscheidung in gute und böse Charaktere. Vor dem Hintergrund einer Burg kämpfen edle, tapfere Ritter in glänzenden Rüstungen gegen feindliche Schurken. Junge Prinzen und weise Könige gehören ebenso zum Handlungsablauf wie die schöne Prinzessin oder die unschuldige Magd aus dem Volk. Immer wieder auftretende und beliebte Figuren sind unter anderem die Ritter Orlando und Rinaldo, Karl der Große, die Geliebte Angelica und der Erzähler Gano di Magonza.
Vor den winzigen Holzbühnen ertönt zur musikalischen Untermalung eine Drehorgel. Das größtenteils erwachsene Publikum feuert die Stimmung an, indem es die Bösen ausbuht und die Helden durch lautes Klatschen anfeuert.

## Puppen und Puppenspieler

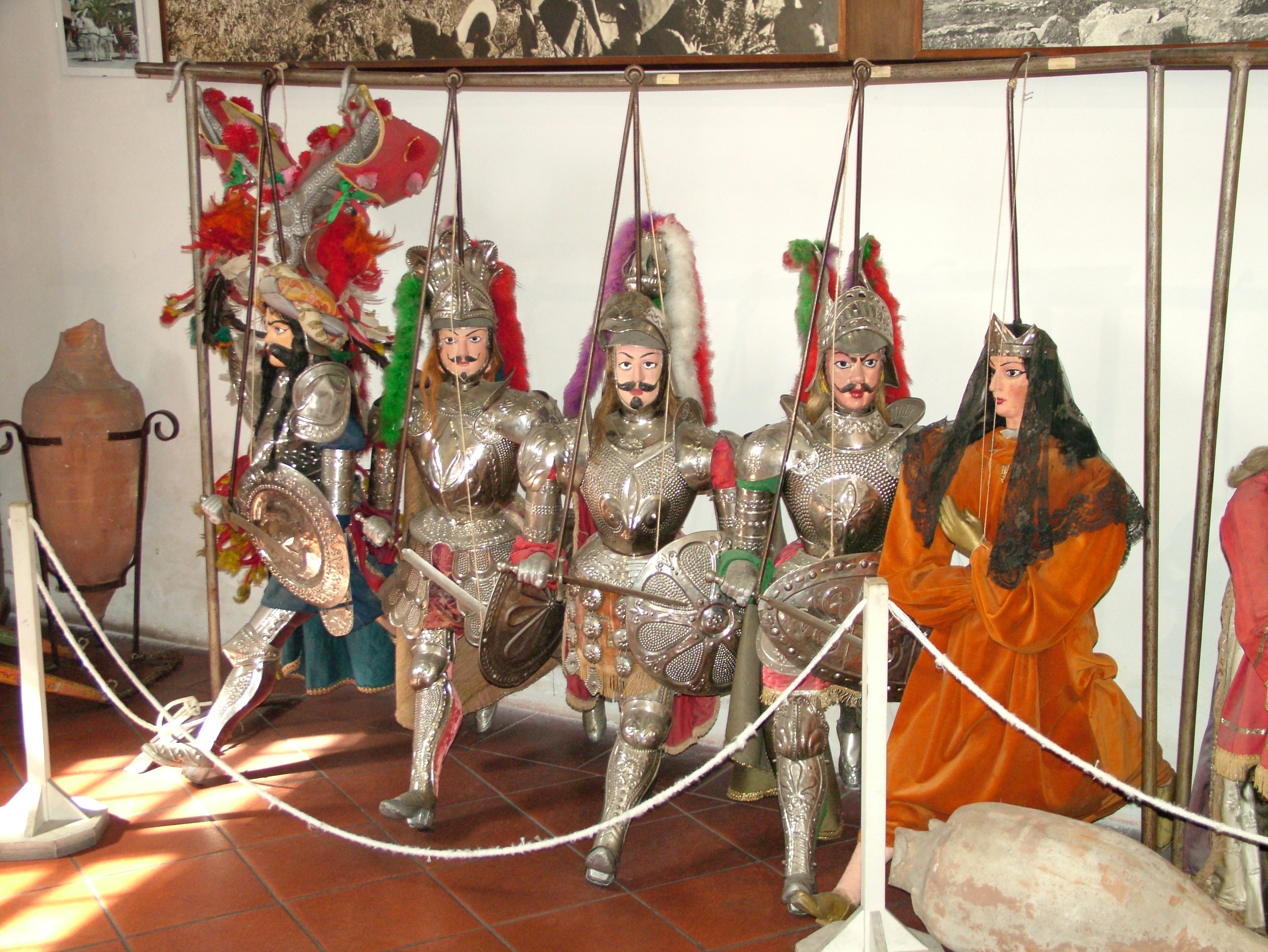
Marionetten in Taormina

Die mit einem hölzernen Rahmen ausgestatteten Puppen haben echte Rüstungen, sind reich verziert und ziseliert und variieren in ihren Bewegungen je nach der Schule, der sie angehören, ob Palermo, Catania oder Napoli. Sie unterscheiden sich durch bestimmte mechanische und figurative Aspekte und Themen.
Im Allgemeinen besteht das Gerüst aus einer Holzbüste, an der die Beine befestigt sind, die eine Pendelbewegung ausführen. Sie werden mit Drähten und Bügeln bewegt. Das so genannte Haupteisen, an dem die Drähte zum Bewegen der Gliedmaßen befestigt sind, durchquert den Kopf und verbindet ihn mit dem Rumpf. Das obere Ende des Eisens hat die Form eines Hakens: Es dient dazu, die Marionette aufzuhängen, auch wenn sie auf der Bühne steht, und, wenn sie gekippt wird, die Marionette in Bewegung zu setzen.
In bildlicher Hinsicht kann man allgemein zwischen bewaffneten (in Rüstungen) und unbewaffneten (im Pagen) Figuren unterscheiden, deren Merkmale einem komplexen ikonografischen Code entsprechen. Die Rüstungen und Kostüme der Puppen folgen der romantischen Mode des 19. Jahrhunderts, das Mittelalter darzustellen.
Zur Blütezeit des Puppentheaters wetteiferten Künstler auf ganz Sizilien um die schönsten und phantasievollsten Figuren. Die Puppenspieler, die Pupari, sind Theaterintendant und Regisseur, Bühnenbildner und Kostümdesigner, Schreiner und Schneider in einer Person. Außerdem wird von ihnen nicht nur Fingerfertigkeit, sondern auch Körperkraft gefordert, um die Marionetten mittels Eisenstangen möglichst geschickt zu bewegen und ihnen auch noch eine kräftige Stimme zu verleihen.
Der Puppenspieler - auch oprante, teatrinaro und in Napoli pupante genannt - leitet das Theater, kümmert sich um die Aufführung und animiert die Puppen, indem er den dargestellten epischen Szenen Suggestion, Leidenschaft und Pathos verleiht. Er malt die Szenen und die Zeichen und baut manchmal die Puppen (der Begriff puparo bezeichnet insbesondere den Puppenmacher, obwohl er heute in einem allgemeineren Sinne verwendet wird). Die Pupari sind die Hüter eines umfangreichen Erbes an Geschichten, Verhaltensregeln und Bautechniken, die noch immer mündlich von Meister zu Schüler weitergegeben werden.
Um für die Aufführungen zu werben, wurden vor den Theatern Schilder aufgestellt, die heute die Wände der Theater schmücken. In leuchtenden Farben gemalt, stellten sie die verschiedenen Episoden des karolingischen Zyklus dar und informierten darüber, an welchem Punkt der Erzählung man angelangt war.
Puppen, Plakate, Szenen und szenische Objekte bilden das Handwerk des Unternehmens, d. h. die für die Aufführung notwendigen Gegenstände.
Die Puppenspieler, die die Stammgemeinschaft der Puppenoper bilden, sind Hüter eines umfangreichen und komplexen Erbes, das noch immer mündlich von Meister zu Schüler weitergegeben wird, sowohl innerhalb der Familie als auch außerhalb. Ein Erbe, das die dargestellten Geschichten und die Darstellungsmethoden, die Aufführungscodes (z. B. Klangcode, Bewegungscode), die Techniken zum Bau von Puppen und zum Malen von Szenen und Zeichen umfasst. Die Weitergabe dieses Erbes erfolgt in den Unternehmen und Handwerksbetrieben in erster Linie dadurch, dass der junge Lehrling dem Meister zuhört und ihn beobachtet.
Im traditionellen Kontext wurde die Weitergabe dieses immateriellen Erbes durch den abendlichen und täglichen Genuss der Aufführung erleichtert: indem man Abend für Abend ins Theater ging, konnte man den vorgetragenen Geschichten und den Meistern bei der Arbeit zuhören und zusehen und so den Generationswechsel und die Weitergabe des Wissens sicherstellen.
Obwohl die Krise in der Mitte des letzten Jahrhunderts zu einer erheblichen Unregelmäßigkeit bei den Aufführungen geführt hat (sie werden nicht mehr täglich aufgeführt), findet die Weitergabe dieses Erbes auch heute noch auf traditionelle Weise statt. Um den Prozess der Weitergabe des lebendigen Erbes der sizilianischen Puppenoper zu stärken und den Herausforderungen des neuen Jahrtausends wirksam zu begegnen, haben sich die Puppentheater 2018 im „Italienischen Netzwerk der Organisationen zum Schutz, zur Förderung und zur Aufwertung der Puppenoper“ zusammengeschlossen.

## Die Puppenoper in Sizilien
Das sizilianische Puppentheater, das 2001 von der UNESCO als mündliches und immaterielles Meisterwerk der Menschheit anerkannt wurde, hat zwei verschiedene Varianten: die Catania-Schule im Osten Siziliens und die Palermo-Schule im Westen Siziliens.

### Die Puppenoper von Catania

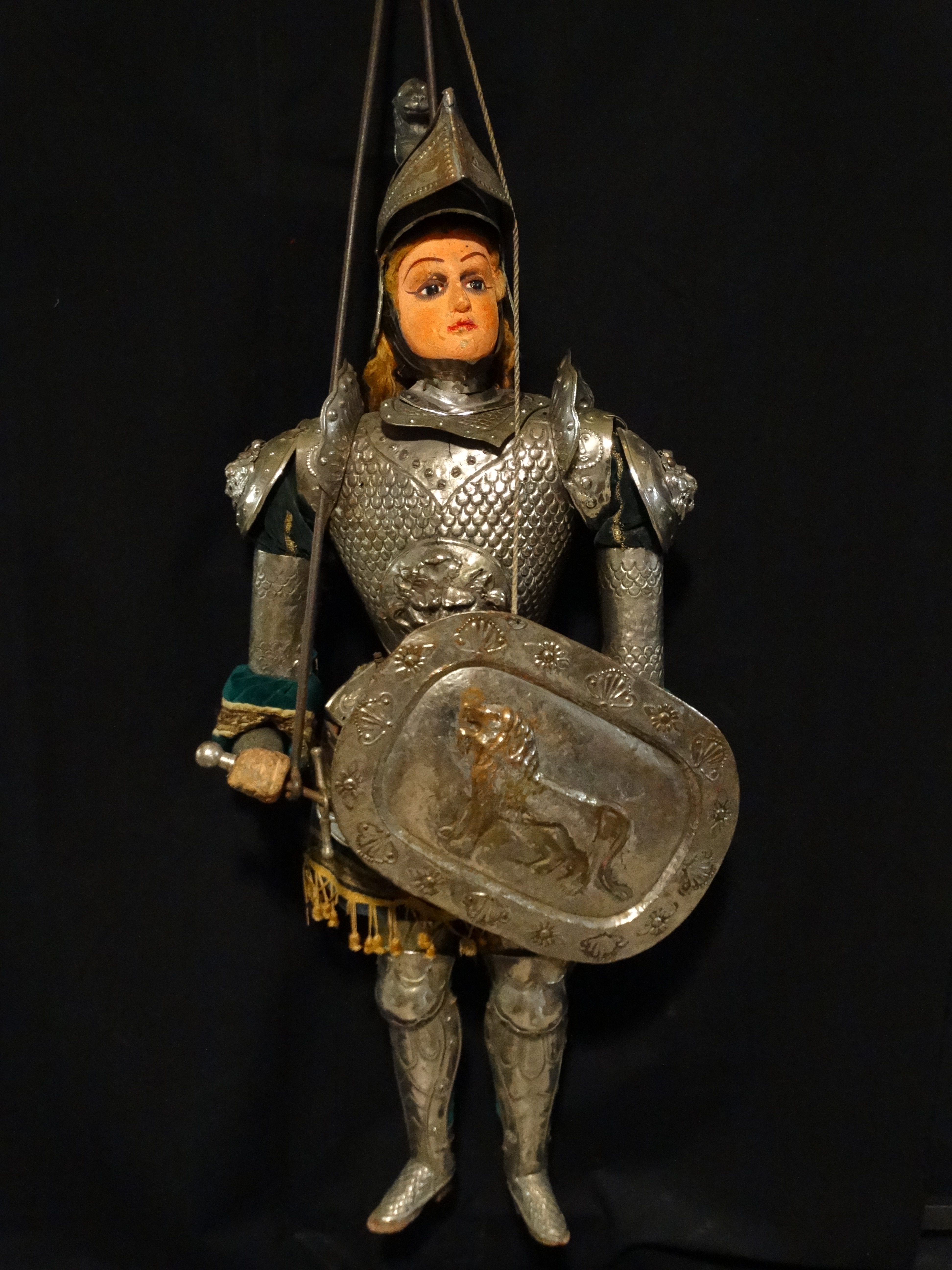
Puppe aus Catania, Tigreleone. Sammlung der Marionettistica Fratelli Napoli, im Internationalen Marionettenmuseum Antonio Pasqualino, Palermo

Der „catanische“ Stil der Puppenoper prägt den Osten Siziliens, insbesondere die Provinzen Catania, Messina und Syracuse. Das Skelett der Catania-Handpuppen ist gepolstert, was dazu beiträgt, dass die Puppen schwerer werden. Sie werden bis zu 110-130 cm groß und erreichen ein Gewicht von etwa 30 Kilo. Wenn sie Krieger sind, halten sie das Schwert fast immer in der Faust, da der Draht, der das Manövriereisen mit dem Schwertgriff verbindet, fehlt. Die nicht gelenkigen Beine ermöglichen es, das beträchtliche Gewicht der Puppen auf der Bühne abzuladen, ohne dass die Gefahr besteht, dass sich die Beine verbiegen, und erleichtern das Manövrieren, das von den manianti (Manövrieren) durchgeführt wird. Sie agieren von einer scannappoggiu (erhöhten Brücke) aus, die sich hinter der Kulisse befindet, und diese Position bestimmt die geringere Tiefe der Bühne zugunsten einer größeren Breite. Hinter den Kulissen improvisieren die parraturi (Sprecher) und eine parratrici (Sprecherin) die dramatischen Dialoge oder lesen die verschiedenen Rollen aus einem ausgedehnten Skript der männlichen bzw. weiblichen Charaktere. Die Leitung wird in der Regel einem der Parratrice anvertraut, der den Manianti Anweisungen erteilt.
Zu Catanias Repertoire gehörten auch Erminio della Stella d'Oro, Guido di Santa Croce, Uzeta il Catanese, Farismane e Siface, Tramoro di Medina und Guelfo di Negroponte. Zu diesen Zyklen kommt noch Belisario di Messina hinzu, eine in Messina aufgeführte Geschichte, die eine spezifische Besonderheit der Stadt gegenüber der catanesische Tradition der Opera dei Pupi darstellt.
In der Puppenoper der catanesischen Schule wurde die Aufführung von einem kleinen Orchester begleitet, das aus Plektrum Instrumenten und manchmal einem Akkordeon und einigen Blasinstrumenten bestand. Heute besteht die Tendenz, auf Musikaufnahmen zurückzugreifen.
In Catania sind die Schilder mit Temperamalerei auf Packpapier gemalt und stellen die wichtigste Szene der abendlichen Episode dar. An das Schild wurde das Ricordino geheftet, ein abnehmbares Blatt Papier, auf dem die wichtigsten Merkmale der Episode festgehalten wurden.
Varianten von Acireale und Syracuse
Stilistische Varianten der catanesische Tradition der Puppenoper sind die von Acireale und die von Syracuse.
Die Kulturerbe Gemeinschaft
Derzeit gibt es im Osten Siziliens fünf Puppenspielerfamilien, die das mündliche und immaterielle Erbe der Puppenoper sowie die materiellen Güter (Puppen, Plakate, Kulissen, Bühnenausstattung usw.) bewahren, die sowohl historisch als auch für die Produktion der Aufführungen verwendet werden:
● Marionettistica Fratelli Napoli von Napoli Fiorenzo (Catania)
● Kulturelle Vereinigung Opera dei pupi messinesi Gargano (Messina)
● Vereinigung La compagnia dei pupari Vaccaro-Mauceri (Siracusa)
● Vereinigung Opera dei pupi Turi Grasso (Acireale)
● Antica Compagnia Opera dei Pupi Famiglia Puglisi (Sortino)

### Die Puppenoper von Palermo

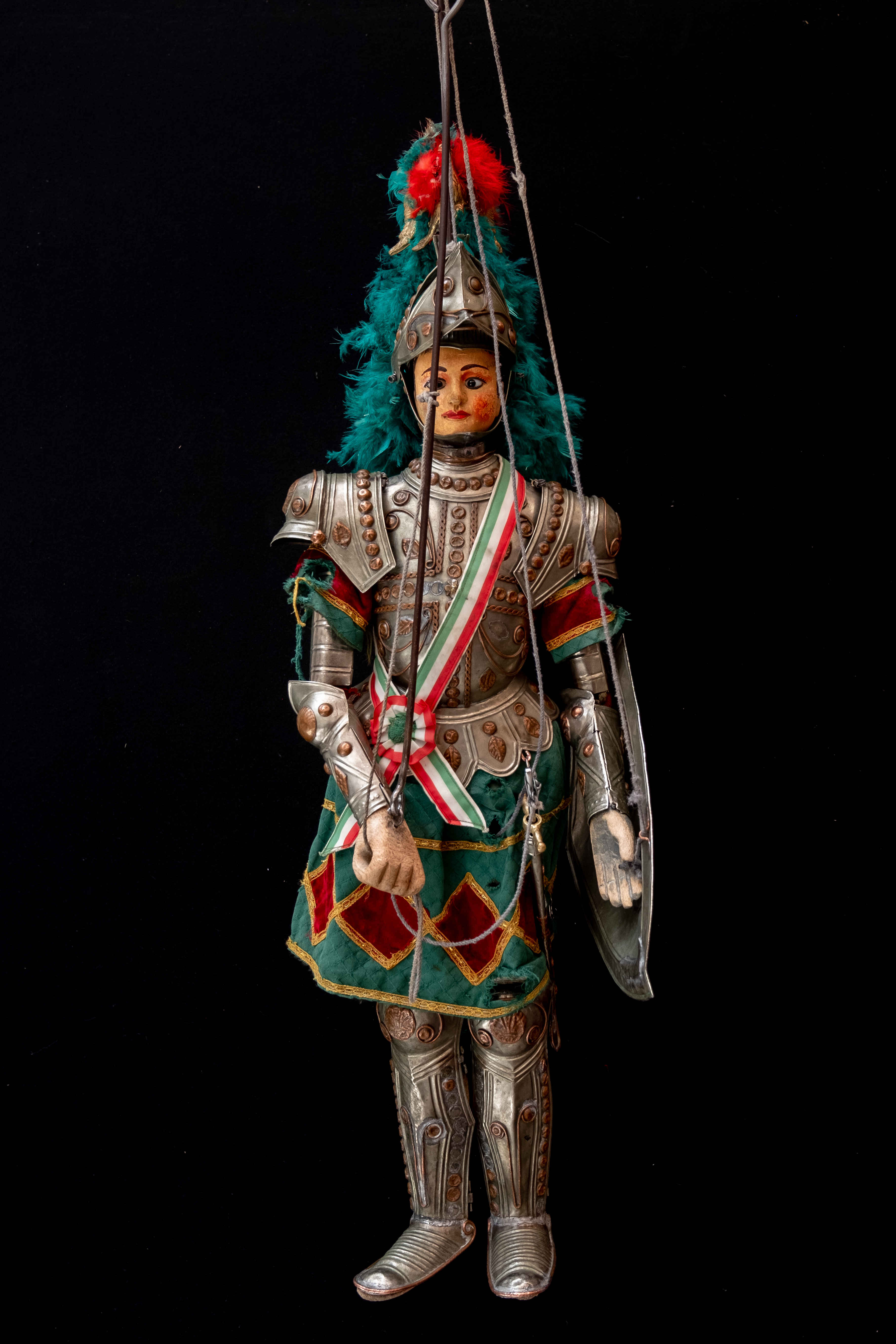
Pupo aus Palermo, Orlando. Sammlung der Firma Brigliadoro, Palermo

Der Palermo-Stil der Puppenoper ist charakteristisch für den Westen Siziliens und insbesondere für die Provinzen Palermo, Agrigento und Trapani. Palermo-Puppen sind etwa 90 cm groß und wiegen zwischen 5 und 10 Kilo. Die Beine können eine Pendelbewegung ausführen, die Knie sind beweglich und das Schwert kann dank eines Drahts, der durch die rechte Hand verläuft und das Manövriereisen mit dem Schwertgriff verbindet, ausgezogen und in die Scheide gesteckt werden.
In Palermo stehen die Puppenspieler an den Seiten der Bühne (deshalb ist das Theater tiefer als breit) und agieren, verdeckt durch die Seitenflügel, auf derselben Ebene wie die Puppen, indem sie ihre Arme ausstrecken. Der Meisterpuppenspieler steht hinter dem rechten Fünftel (links von den Zuschauern), führt Regie, steuert die Puppen, improvisiert die Dialoge, indem er allen Figuren (auch den weiblichen) seine Stimme leiht, und sorgt für die Ton- und Lichteffekte.
Die Vorführung wurde von einer oder mehreren Geigen begleitet, die Ende des 19. Jahrhunderts durch das noch heute verwendete Zylinderklavier ersetzt wurden.
Die mit Temperamalerei auf Leinwand gemalten palermitanischen Zeichen sind in mehrere Quadrate unterteilt, in der Regel acht, die als Schachfiguren bezeichnet werden. Jedes Schachspiel, oft mit Untertiteln versehen, entspricht einer der Episoden des langen karolingischen Zyklus. Ein Blatt mit der Aufschrift „heute“ wurde an das Schachmatt der Abendvorstellung geheftet, um zu zeigen, an welchem Punkt des Zyklus es sich befand.
Die Kulturerbe-Gemeinschaft
Derzeit gibt es acht Puppenspielerensembles der palermitanischen Schule, die das mündliche und immaterielle Erbe der Puppenoper sowie die materiellen Güter (Puppen, Schilder, Kulissen, Werkzeuge usw.), bewahren:
Palermo:
● Kulturelle Vereinigung Agramante von Vincenzo Argento
● Kulturelle Vereinigung Franco Cuticchio
● Kulturelle Vereinigung Marionettistica Popolare Siciliana di Angelo Sicilia
● Kulturelle Vereinigung Carlo Magno von Vincenzo Mancuso
● Vereinigung Figli d'Arte Cuticchio
● Vereinigung Opera dei pupi Brigliadoro von Salvatore Bumbello
● Theatergruppe TeatroArte Cuticchio von Girolamo Cuticchio
Alcamo:
● Kulturelle Vereinigung Opera dei Pupi Siciliani G. Canino

## Verbreitung des Puppenspiels

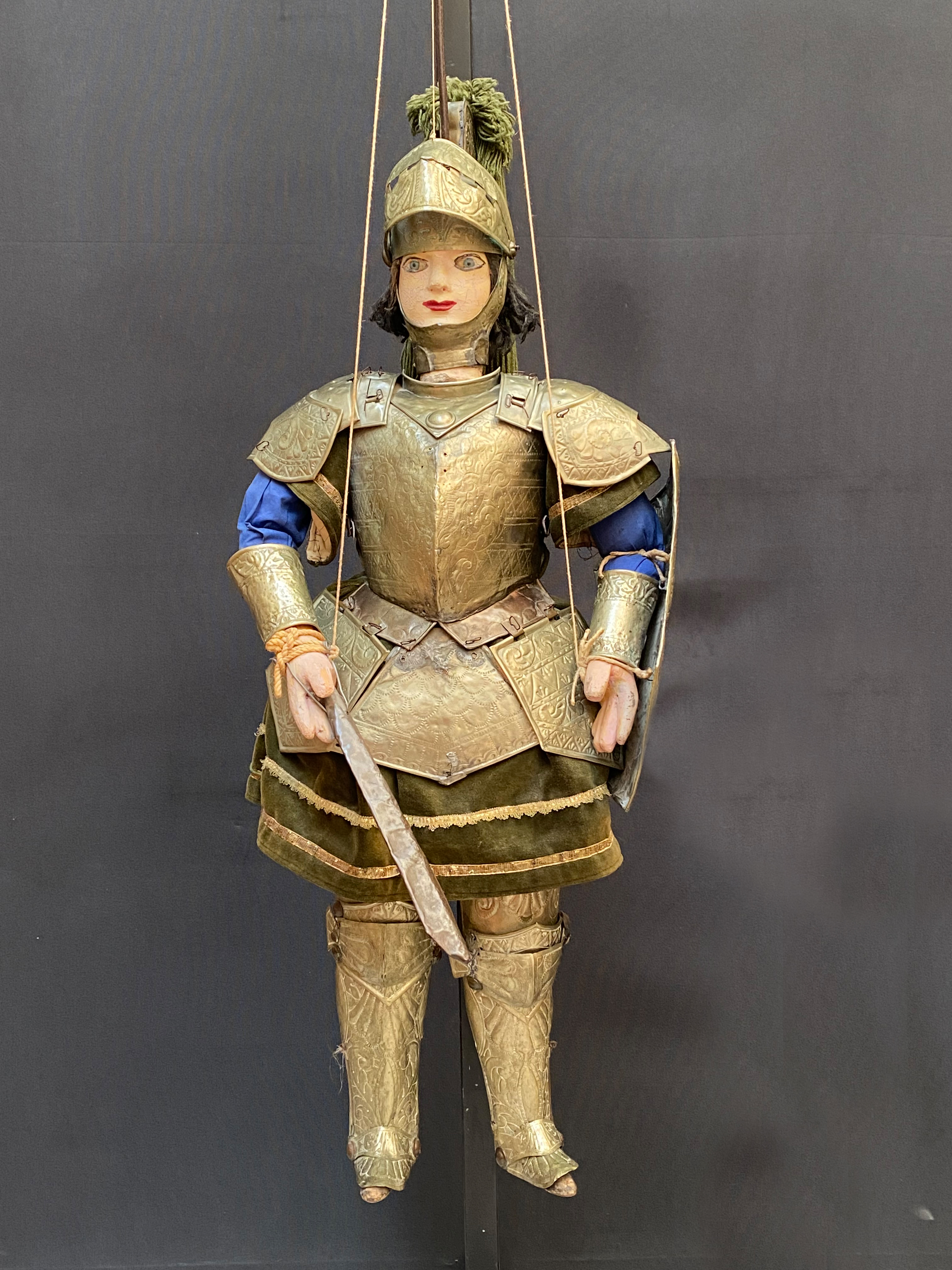
Pupo, Neapel-Stil, christlicher Paladin. Aus der Sammlung des Internationalen Marionettenmuseums Antonio Pasqualino, Palermo

Die Puppenoper ist in Kampanien und Apulien bezeugt, deren Puppen die gleichen mechanischen und figurativen Merkmale aufweisen. Sie haben ein gepolstertes Holzskelett, sind 110 cm hoch und wiegen etwa 20 kg. Die Beine sind halb gelenkig. Sie haben ein einziges Manövriereisen, da beide Arme mit Drähten bewegt werden. Die Puppenspieler bewegten die Puppen von einer erhöhten Brücke hinter der Kulisse aus und verliehen den Puppen ihre Stimmen, indem sie aus einem Skript vorlasen, das auf einem verschiebbaren Rednerpult stand. Wie in Catania bestimmt die Position der Puppen eine größere Breite der Bühne und eine geringere Tiefe.
Zu den berühmtesten kampanischen Unternehmen gehören die von Angelo Buonandi, Corelli, Di Giovanni, Alfredo Farina und Verbale.
Die Pupari von Neapel sind die Hüter eines umfangreichen Erbes an Geschichten, Verhaltensregeln und Bautechniken, die noch immer mündlich von Meister zu Schüler weitergegeben werden.
In Neapel werden die Plakate in Tempera mit Pastellfarben auf Packpapier oder Leinwand gemalt und zeigen eine einzige Szene, auf die ein Blatt mit einer Zusammenfassung der Ereignisse des Tages geklebt wurde.

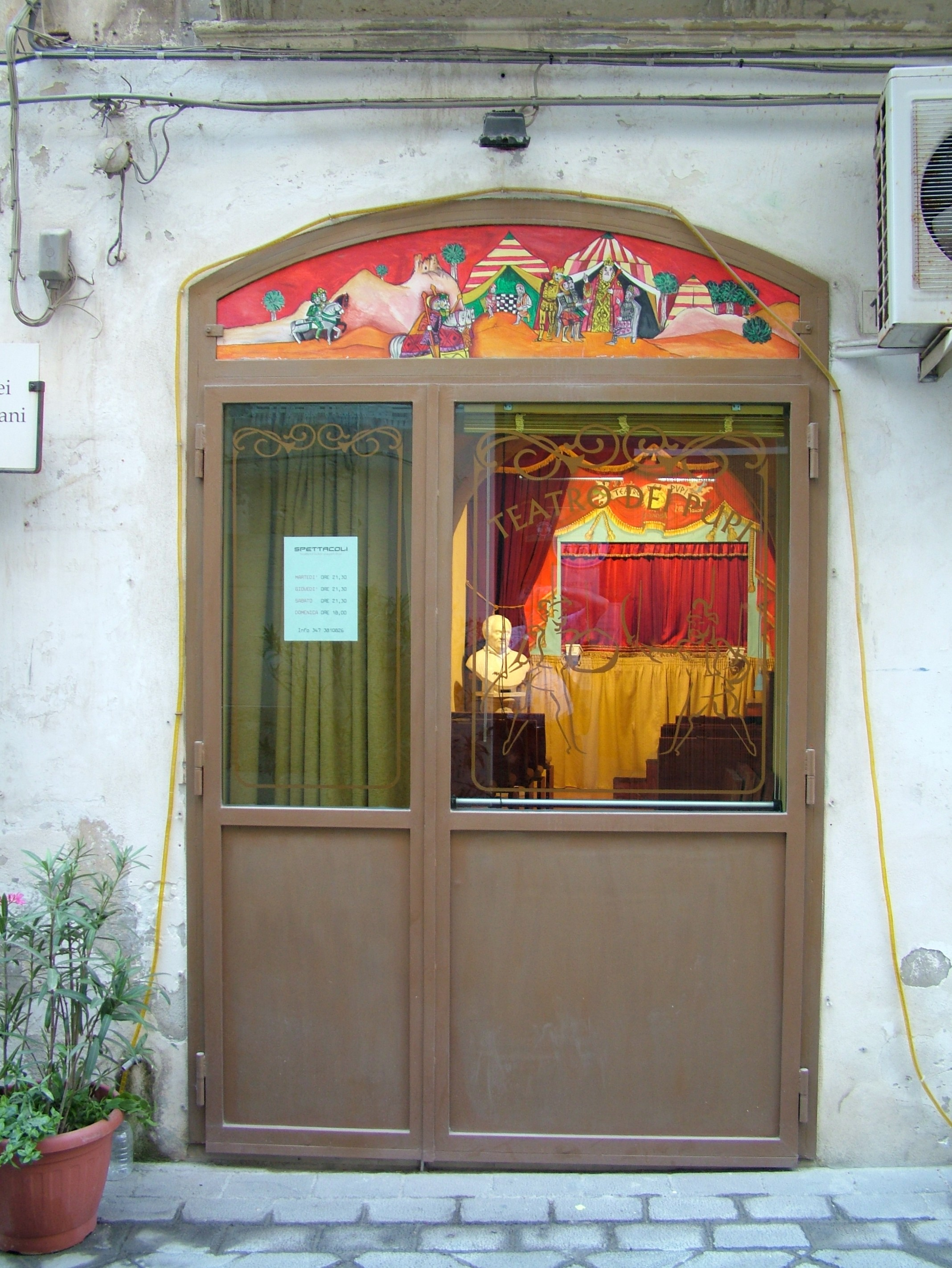
Puppentheater in Syrakus

## Museen und Sammlungen in Sizilien
Wenn die Aufführung der Moment ist, in dem das mündliche und immaterielle Erbe der Puppenspieler in die Tat umgesetzt wird, stellen die Objekte der Puppenoper (Puppen, Kulissen und Plakate usw.) auch ein wertvolles Erbe an materiellen Werten dar, die die Geschichte der Puppenoper, die verschiedenen Phasen, die sie durchlaufen hat, die Innovationen und die handwerklichen Talente, die sie belebt haben, wiedergeben können.
Unter den repräsentativsten Museen und Sammlungen des Handwerks einzelner Puppenspielerfamilien sind die folgenden zu erwähnen:
● Museo Internazionale delle Marionette Antonio Pasqualino, Palermo
● Sammlung Museo Etnografico Siciliano Giuseppe Pitrè, Palermo
● Sammlung Giacomo Cuticchio Senior - Palazzo Branciforte, Palermo
● Sammlung der Fondazione Ignazio Buttitta – Galleria delle arti popolari, Geraci
● Sammlung Nino Canino - Real Cantina Borbonica, Partinico
● Sammlung Ninì Cocivera – Museo cultura e musica popolare dei Peloritani, Gesso
● Sammlung Ignazio Munna, Monreale
● Theatersammlung Pennisi-Macrì, Acireale
● Sammlung Gesualdo Pepe, Caltagirone
● Sammlung Agostino Profeta, Licata
● Sammlung Opera dei pupi Antica Famiglia Puglisi - Museo civico, Sortino
● Sammlung der Opera dei Pupi, Randazzo

## Immaterielles Kulturerbe
Im Jahr 2001 wurde das sizilianische Puppentheater von der UNESCO in die Liste der Meisterwerke des mündlichen und immateriellen Erbes der Menschheit aufgenommen und 2008 in die Repräsentative Liste des immateriellen Kulturerbes der Menschheit übernommen.

## Weitere Informationen
Die Puppenoper beflügelt die Fantasie und die kollektive Vorstellungskraft, sowohl im Theater als auch im Film und im Handwerk. So gründete der aus Palermo stammende Girolamo Botta 2015 das Kunstunternehmen G.Botta in Sulmona. Mit seinem mobilen Theater bringt er Puppen und volkstümliche Gemälde nach Mittelitalien, die er in einem kleineren Maßstab als die traditionellen Puppen der Schule von Palermo herstellt. Deswegen sind die Puppen 70 cm groß, und das Puppentheater ist auch kleiner. Später schuf er die „pupi italici“, die die Heldentaten der Krieger der osko-umbrischen Völker während des Sozialen Krieges gegen die Römische Republik erzählen.